# Henry Dworshak

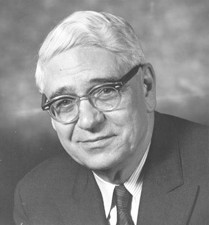
Henry C. Dworshak

Henry Clarence Dworshak (* 29. August 1894 in Duluth, Minnesota; † 23. Juli 1962 in Washington D.C.) war ein US-amerikanischer Politiker der Republikanischen Partei, der den Bundesstaat Idaho in beiden Kammern des US-Kongresses vertrat.

## Leben
Nach dem Schulbesuch arbeitete Henry Dworshak zunächst als Drucker, ehe er gegen Ende des Ersten Weltkriegs der US Army beitrat und als Sergeant in einem Flugabwehr-Bataillon diente. Als er aus dem Krieg zurückkehrte, führte er ein Geschäft für Druckereibedarf in Duluth. 1920 zog er nach Burley in Idaho um, wo er Herausgeber der Zeitung Burley Bulletin wurde.
Politisch betätigte Dworshak sich ab 1938. Nach erfolgreicher Wahl vertrat er den 2. Kongressbezirk des Staates Idaho bis zum 5. November 1946 im US-Repräsentantenhaus. Danach wechselte er innerhalb des Kongresses in den Senat, nachdem er die Nachwahl um den Sitz des verstorbenen John W. Thomas gegen Staatssenator George E. Donart gewonnen hatte; Donart hatte sich zuvor bei der Vorwahl der Demokraten gegen den kommissarischen Amtsinhaber Charles Gossett durchgesetzt.
Dworshak verlor bei der regulären Senatswahl im Jahr 1948 seinen Sitz an den demokratischen Kandidaten Bert H. Miller. Als dieser nach nur neun Monaten im Amt starb, ernannte Idahos Gouverneur Charles A. Robins dessen Vorgänger Dworshak auch zu seinem Nachfolger. Dworshak entschied die Nachwahl im Jahr 1950 ebenso für sich wie die beiden folgenden regulären Wahlen, sodass er bis zu seinem Tod im Juli 1962 im Senat verblieb. Während dieser Zeit profilierte er sich als entschiedener Vertreter einer isolationistischen Politik.
Henry Dworshak wurde auf dem Nationalfriedhof Arlington beigesetzt. Zu seinen Ehren tragen die Dworshak-Talsperre am Clearwater River und die Dworshak Elementary School in Burley seinen Namen.